# Thomas Francis Hendricken
Thomas Francis Hendricken, né le 5 mai 1827 à Kilkenny (Irlande) et mort le 11 juin 1886 à Providence (Rhode Island), est un prélat irlando-américain qui fut le premier évêque de Providence en Nouvelle-Angleterre.

## Biographie
Thomas Hendricken naît en 1827 en Irlande, comme troisième enfant de John Hendricken et de son épouse née Anne Meagher qui en auront trois autres (trois enfants meurent en bas âge). Son père descend d'un officier allemand qui avait combattu pour le duc d'Ormonde à la bataille de la Boyne. John Hendricken meurt en 1835.
Thomas Hendricken étudie au St Kieran's College et entre en 1847 à Maynooth où il rencontre Mgr Bernard O'Reilly (en) qui l'ordonne en 1853 à la chapelle du All Hallows College de Dublin pour le diocèse d'Hartford. Quelque temps plus tard, il décide d'accompagner les émigrés irlandais candidats au départ pour les États-Unis. Il voyage à bord du vapeur Columbia. Il désobéit à bord au capitaine, car il franchit la zone de l'entrepont pour aller porter les derniers sacrements à une femme mourante qui les avait demandés. Le capitaine, président d'une loge franc-maçonne affiliée au mouvement Know Nothing du Maine, craignant la contagion, se met à battre Hendrickson violemment et l'aurait jeté par-dessus bord sans l'intervention d'un pasteur protestant qui rameute ses ouailles allemandes. Les Allemands le tiennent sous leur garde pendant tout le reste de la traversée.

### Prêtre en Nouvelle-Angleterre
À son arrivée à Providence dans le Rhode Island, il est vicaire à l'église Saints-Pierre-et-Paul, puis à la paroisse Saint-Joseph. Ensuite, il est affecté à Woonsocket et à la paroisse Sainte-Marie de Newport. En 1854, il devient curé de Saint-Joseph de West Winsted, avant d'être nommé en juillet suivant à l'église Saint-Patrick de Waterbury. Sa sœur Catherine et son frère William le rejoignent là plus tard.
L'abbé Hendrickson engage Patrick Keely (en) pour dessiner les plans d'une église plus grande avec une haute flèche, sur la East Main Street. Quand l'église reçoit sa dédicace de Mgr McFarland (en), elle est vouée à l'Immaculée Conception ; c'est la première église aux États-Unis à porter ce nom depuis la proclamation pontificale de 1854. Elle est remplacée par un nouvel édifice en 1926.
En 1869, il convainc la congrégation de Notre-Dame de Montréal de s'installer dans sa paroisse, où les bonnes sœurs fondent la Notre Dame Academy, externat et pensionnat pour fillettes et jeunes filles. Il fait aussi l'acquisition d'un terrain pour installer le cimetière Saint-Joseph. En 1868, il accompagne l'un de ses paroissiens au séminaire de Saint-Hyacinthe (au Québec), c'est le jeune Michael J. McGivney de seize ans qui va y commencer ses études en vue de la prêtrise. En 1870, l'abbé Hendricken reçoit ses papiers de naturalisation. 

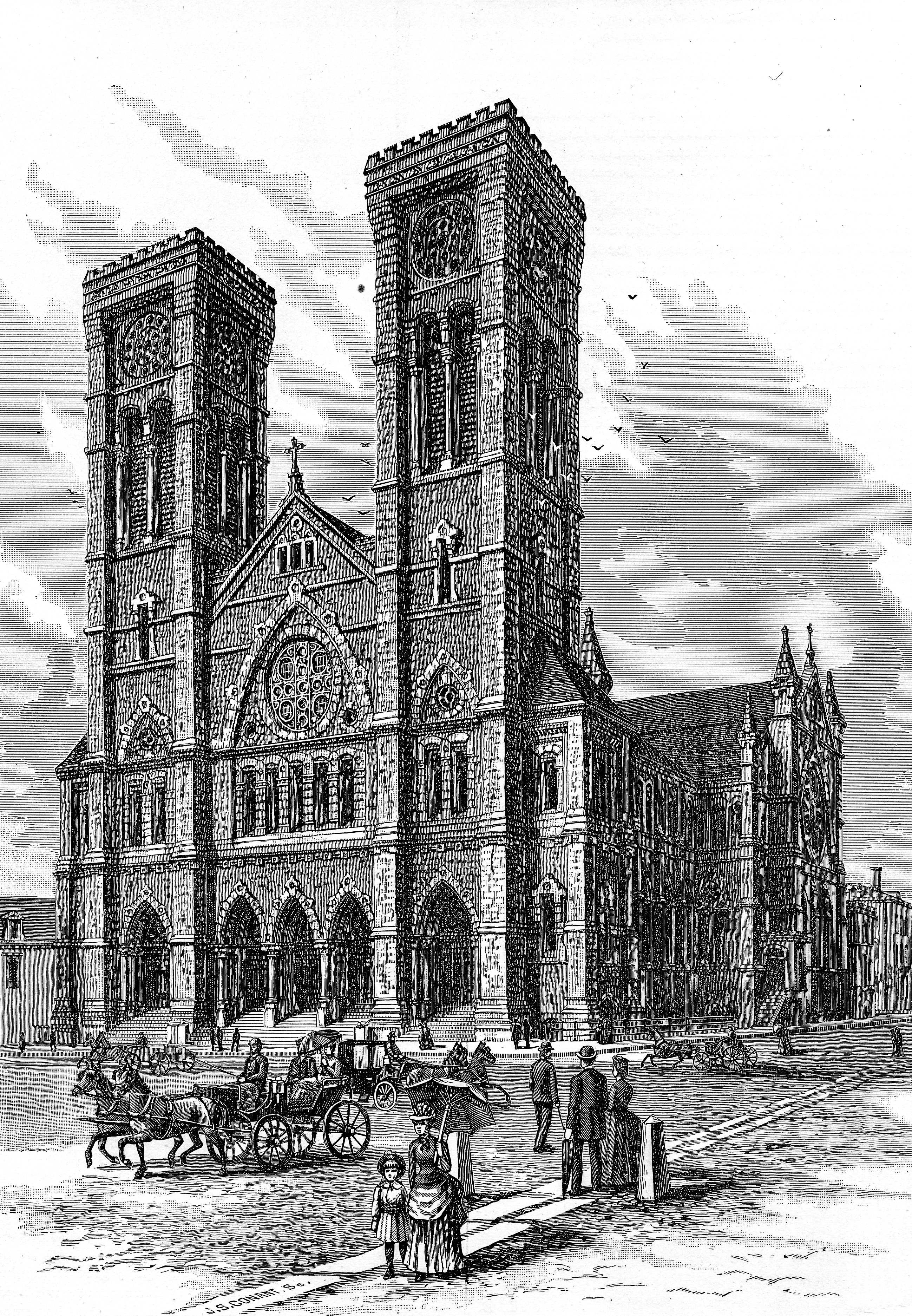
La cathédrale Saints-Pierre-et-Paul de Providence en 1886.

### Évêque
En 1872, il est nommé premier évêque de Providence. Ce diocèse inclut à l'époque tout l'État du Rhode Island, ainsi que le territoire de l'actuel diocèse de Fall River, dans le Massachusetts, Martha's Vineyard et Nantucket avec cent vingt-cinq mille fidèles, quarante-trois églises paroissiales, neuf écoles paroissiales et un orphelinat.
Il érige treize paroisses anglophones et deux paroisses francophones face à l'afflux de population, surtout composée d'Irlandais et de Franco-Canadiens. Vers 1873, l'immigration ralentit dans le diocèse, la crise économique provoque du chômage et des baisses de salaires.
Il engage Patrick Keely pour construire la nouvelle cathédrale Saints-Pierre-et-Paul de Providence, mais il meurt avant qu'elle ne soit terminée. Ses funérailles sont célébrées à la cathédrale au cours de la première messe dite en ce lieu et il est inhumé dans la crypte sous le maître-autel. 
En 2006, la crypte est supprimée et les évêques qui y sont inhumés sont enterrés dans un mausolée du cimetière diocésain. Seule la dépouille de Mgr Hendricken est placée dans un sarcophage du transept Ouest. La cérémonie a lieu le 8 décembre 2006, et son cercueil est porté par huit élèves du lycée catholique baptisé de son nom.

## Hommages
La Bishop Thomas Francis Hendricken High School de Warwick porte son nom, ainsi que le Rhode Island Heritage Hall en 2006.